# Myadala Amanikere, Tumkur
Myadala Amanikere là một làng thuộc tehsil Tumkur, huyện Tumkur, bang Karnataka, Ấn Độ.